# Padmanābhapuram
Padmanābhapuram (tamil: பத்மனாபபுரம்) är en ort i Indien.   Den ligger i distriktet Kanniyakumari och delstaten Tamil Nadu, i den södra delen av landet, 2 300 km söder om huvudstaden New Delhi. Padmanābhapuram ligger 35 meter över havet och antalet invånare är 20 212.
Terrängen runt Padmanābhapuram är platt åt sydväst, men åt nordost är den kuperad. Runt Padmanābhapuram är det mycket tätbefolkat, med 1 632 invånare per kvadratkilometer. Närmaste större samhälle är Nagercoil, 14,1 km sydost om Padmanābhapuram. I omgivningarna runt Padmanābhapuram växer i huvudsak städsegrön lövskog.